# Paradise Air
Paradise Air fue una aerolínea de vuelos chárter localizada en Costa Rica que también volaba a Panamá y Nicaragua y la región centroamericana y el Caribe. La base de la aerolínea fue el Aeropuerto Internacional Tobías Bolaños en San José de Costa Rica. La compañía inició en el 2000 y cesó sus operaciones en 2013. Fue propiedad y operada por un expiloto ejecutivo, Art Dawley, quién voló jets de negocios, por mucho tiempo, para los estudios Dreamworks. 

## Antiguos destinos
| Países               | Destinos                 | Aeropuertos                                   |
| -------------------- | ------------------------ | --------------------------------------------- |
| Belice               | Ciudad de Belice         | Aeropuerto Internacional Philip S. W. Goldson |
| Costa Rica           | Bahía Drake              | Aeropuerto de Bahía Drake                     |
| Costa Rica           | Colorado                 | Aeropuerto de Barra del Colorado              |
| Costa Rica           | Golfito                  | Aeropuerto de Golfito                         |
| Costa Rica           | Jacó                     | Aeropuerto de Jacó                            |
| Costa Rica           | La Fortuna               | Aeropuerto de La Fortuna                      |
| Costa Rica           | Liberia                  | Aeropuerto de Guanacaste                      |
| Costa Rica           | Limón                    | Aeropuerto Internacional de Limón             |
| Costa Rica           | Nicoya                   | Aeródromo de Nicoya                           |
| Costa Rica           | Nosara                   | Aeropuerto de Nosara                          |
| Costa Rica           | Palmar Sur               | Aeropuerto de Palmar Sur                      |
| Costa Rica           | Playa Carrillo           | Aeropuerto de Carrillo                        |
| Costa Rica           | Puerto Jiménez           | Aeropuerto de Puerto Jiménez                  |
| Costa Rica           | Punta Islita             | Aeropuerto de Punta Islita                    |
| Costa Rica           | Quepos                   | Aeropuerto La Managua                         |
| Costa Rica           | San Isidro de El General | Aeropuerto de Pérez Zeledón                   |
| Costa Rica           | San José                 | Aeropuerto Internacional Tobías Bolaños (HUB) |
| Costa Rica           | Tamarindo                | Aeropuerto de Tamarindo                       |
| Costa Rica           | Tambor                   | Aeropuerto de Tambor                          |
| Costa Rica           | Tortuguero               | Aeródromo de Barra de Tortuguero              |
| Cuba                 | La Habana                | Aeropuerto Internacional José Martí           |
| El Salvador          | San Salvador             | Aeropuerto Internacional de El Salvador       |
| Honduras             | Roatán                   | Aeropuerto Internacional Juan Manuel Gálvez   |
| Nicaragua            | Managua                  | Aeropuerto Internacional Augusto C. Sandino   |
| Panamá               | Ciudad de Panamá         | Aeropuerto Internacional de Tocumen           |
| República Dominicana | Santo Domingo            | Aeropuerto Internacional Las Américas         |

## Antigua flota
| Aeronaves                | Total | Introducido | Retirado |
| ------------------------ | ----- | ----------- | -------- |
| Cessna 208 Grand Caravan | 1     | 2008        | 2013     |
| GippsAero GA8 Airvan     | 1     | 2000        | 2008     |

- Datos: Q7134236
- Multimedia: Paradise Air / Q7134236